# ارنست ترواکس
ارنست ترواکس (انگلیسی: Ernest Truex؛ زاده ۱۹ سپتامبر ۱۸۸۹ – درگذشته ۲۶ ژوئن ۱۹۷۳) هنرپیشه تئاتر، سینما و تلویزیون اهل کشور ایالات متحده آمریکا بود.

## گزیده فیلمشناسی
از فیلم‌ها یا برنامه‌های تلویزیونی که وی در آن نقش داشته‌است می‌توان به آثار زیر اشاره کرد.
- یک شهروند آمریکایی (۱۹۱۴)
- شوهر جنگاور (۱۹۳۳)
- ماجراهای مارکو پولو (۱۹۳۸)
- مادر مجرد (۱۹۳۹)
- جزیره مردان گمشده (۱۹۳۹)
- منشی همه‌کاره او (۱۹۴۰)
- لیلیان راسل (۱۹۴۰)
- کریسمس در ژوئیه (۱۹۴۰)
- فرزند خلف (۱۹۴۴)